# Аммурапи III
Аммурапи III (хеттск. 𒄠𒈬𒊏𒁉; ? — ок. 1180/1178 до н. э.) — последний царь города-государства Угарит эпохи его падения в ходе катастрофы бронзового века. Правил примерно в 1220/1215—1180/1178 годах до н. э., был современником последнего царя Новохеттского царства Суппилулиумы II.
Важную роль в датировке его правления играет письмо от египетского чиновника Бая, в котором тот поздравлял Аммурапи с восшествием на престол.

## Жизнеописание
О нём известно преимущественно по переписке с соседними государствами. Занял трон около 1220/1215 года до н. э., сменив царя Никмадду III, которому приходился сыном или братом. В это время Угарит предстал перед опасностью со стороны «народов моря» (вероятно секулов). Уже около 1220 г. до н. э. получил письмо от хеттского царя Тудхалия IV (чьим вассалом был Аммурапи III) об опасности этих племён, занимавшихся пиратством. Для укрепления своего положения женился на хеттской царевне Эхли-Никкаль, с которой затем был вынужден развестись — видимо, по требованию хеттского наместника в Каркемише Ини-Тешшуба I. Вместе с тем вынужден был отправлять флот, колесницы и солдат в состав хеттского войска, которое вело войны в Сирии и Малой Азии.
Получил письмо от Кушмешуша, царя города-государства Аласия на Кипре, предупреждавшего о появлении флота народов моря недалеко от Угарита. Известно также соглашение о совместных действиях с царством Амурру против народов моря.
Известно, что хеттский царь Суппилулиума II обращался к угаритскому властителю по поставкам зерна и меди. Впрочем, Аммурапи III не смог оказать достаточно помощи, когда враг атаковал Мукиш. За это хеттским судом царю Угариту угрожал Тальма-Тешшуб, царь Каркемиша и сын Ини-Тешшуба I.
Впоследствии отправил корабли к Лукке (Ликии), в результате чего народы моря нанесли поражение Амасии, которой угаритский флот не успел помочь. В результате Угарит оказался перед прямой угрозой. В этих обстоятельствах, поскольку хетты сами не могли справиться с народами моря, а соответственно и защитить Угарит, Аммурапи III установил дипломатические контакты с египетским фараоном Рамсесом III.
Около 1192/1190 или 1180/1178 г. до н. э. враг захватил угаритский город Рагшу (современный археологический памятник Рас-ибн-Хани), а оттуда атаковал Угарит. Аммурапи III не смог отразить нападение, потерпел поражение и погиб. Угарит прекратил существование как государство.